# Consiglio militare rivoluzionario

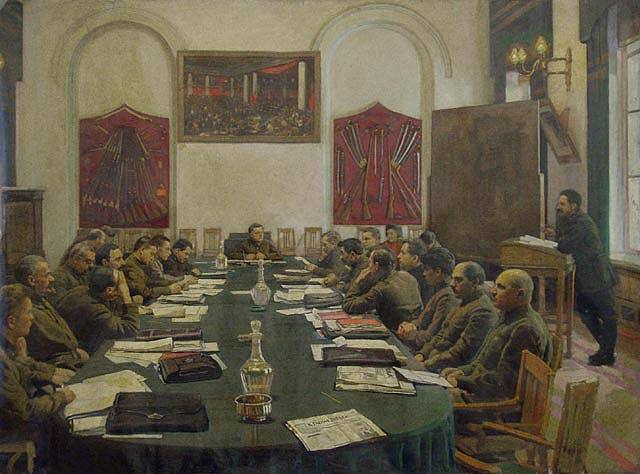
Una seduta di fine 1925 del Revvoensovet dipinta da Isaak Brodskij. Il relatore in piedi a destra è Sergo Ordžonikidze, alla presidenza siede Kliment Vorošilov.

Il Consiglio militare rivoluzionario della Repubblica  (in russo Революционный военный совет Республики?, Revoljucionnyj voennyj sovet Respubliki), abbreviato in Revvoensovet della Repubblica (Реввоенсовет Республики), fu l'organo superiore del potere militare della Russia sovietica dal 1918 al 1923 e dell'Unione Sovietica dal 1923 al 1934, con il nome di Consiglio militare rivoluzionario dell'URSS (Реввоенсовет СССР, Revvoensovet SSSR). Consiglio militare rivoluzionario era inoltre la denominazione dell'organo collegiale di governo militare e politico di singoli fronti e armate durante la Guerra civile russa.

## Storia
Fu istituito come "Consiglio militare rivoluzionario della Repubblica" nel settembre 1918 dal Comitato esecutivo centrale panrusso. Era presieduto dal Commissario del popolo per gli affari militari, nominato dal Comitato esecutivo centrale, mentre i membri erano indicati dal Comitato centrale del Partito bolscevico e confermati dal Consiglio dei commissari del popolo. Facevano parte del Consiglio inoltre i vicepresidenti e il comandante in capo delle Forze armate sovietiche, che aveva autonomia decisionale in tutte le questioni di carattere operativo-strategico, ma i suoi ordini dovevano essere controfirmati da un altro membro del Revvoensovet.
L'organismo fu rinominato "Consiglio militare rivoluzionario dell'URSS" il 28 agosto 1923 e soppresso il 20 giugno 1934.

## Composizione

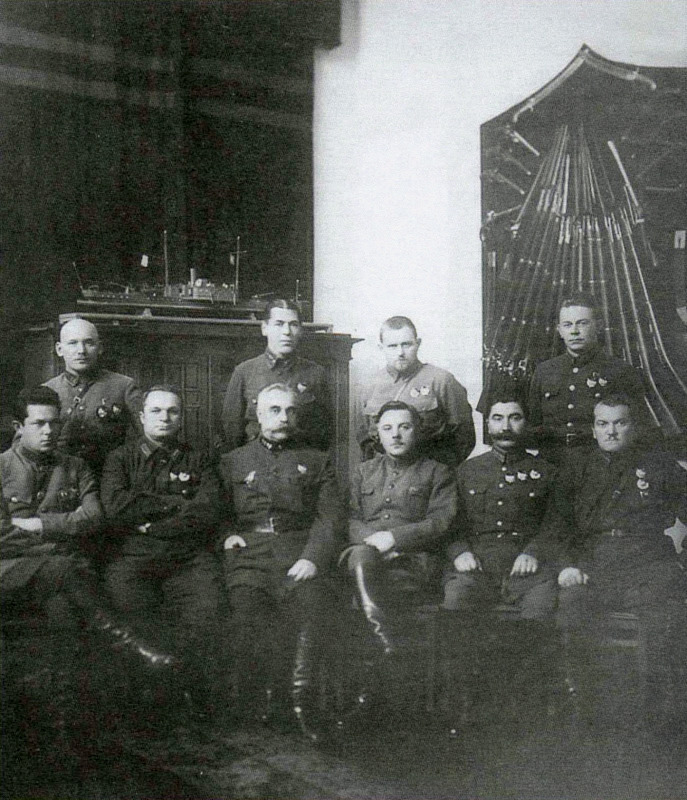
Nella foto del dicembre 1927 alcuni membri del Revvonsovet dell'URSS con altri esponenti dei vertici militari sovietici. Da sinistra, seduti: Jakir, Egorov, Kamenev, Vorošilov, Budënnyj e Levandovskij; in piedi: Avksent'evskij, Šapošnikov, Belov e Uborevič.

### Presidenti
- Lev Davidovič Trockij (6 settembre 1918 - 26 gennaio 1925)
- Michail Vasil'evič Frunze (26 gennaio 1925 - 31 ottobre 1925)
- Kliment Efremovič Vorošilov (6 novembre 1925 - 20 giugno 1934)

### Vicepresidenti
- Ėfraim Markovič Skljanskij  (22 ottobre 1918 — 11 marzo 1924)
- Michail Vasil'evič Frunze  (11 marzo 1924 — 26 gennaio 1925)
- Iosif Stanislavovič Unšlicht  (6 febbraio 1925 — 2 giugno 1930)
- Michail Michajlovič Laševič  (6 novembre 1925 — 20 maggio 1927)
- Sergej Sergeevič Kamenev  (20 giugno 1927 — 20 giugno 1934)
- Jan Borisovič Gamarnik  (2 giugno 1930 — 20 giugno 1934)
- Ieronim Petrovič Uborevič  (2 giugno 1930 — 11 giugno 1931)
- Michail Nikolaevič Tuchačevskij  (11 giugno 1931 — 20 giugno 1934)

### Comandanti in capo delle Forze Armate
- Ioakim Ioakimovič Vacetis (6 settembre 1918 — 8 luglio 1919)
- Sergej Sergeevič Kamenev (8 luglio 1919 — 28 aprile 1924)

### Altri membri
Il numero di membri del Revvoensovet è variato nel tempo da un minimo di due a un massimo di tredici, senza contare presidente, vicepresidente e comandante in capo delle forze armate.
- Pëtr Alekseevič Kobozev (6 settembre 1918 — 27 aprile 1919)
- Konstantin Aleksandrovič Mechonošin (6 settembre 1918 — 8 luglio 1919)
- Fëdor Fëdorovič Raskol'nikov (6 settembre 1918 — 27 dicembre 1918)
- Karl Julij Christianovič Daniševskij (6 settembre 1918 — 27 aprile 1919)
- Ivan Nikitič Smirnov (6 settembre 1918 — 8 luglio 1919)
- Arkadij Pavlovič Rozengol'c (30 settembre 1918 — 8 luglio 1919, 28 agosto 1923 — 10 dicembre 1924)
- Semën Ivanovič Aralov (30 settembre 1918 — 8 luglio 1919)
- Konstantin Konstantinovič Jurenëv (30 settembre 1918 — 8 luglio 1919)
- Nikolaj Il'ič Podvojskij (30 settembre 1918 — 8 luglio 1919)
- Vasilij Michajlovič Al'tfater (15 ottobre 1918 — 24 aprile 1919)
- Vladimir Ivanovič Nevskij (30 settembre 1918 — 10 maggio 1919)
- Vladimir Aleksandrovič Antonov-Ovseenko (30 settembre 1918 — 10 maggio 1919, 4 agosto 1922 — 5 febbraio 1924)
- Ivar Tenisovič Smilga (8 maggio 1919 — 24 marzo 1923)
- Aleksej Ivanovič Rykov (8 luglio 1919 — settembre 1919)
- Aleksej Ivanovič Okulov (3 gennaio 1919 — 8 luglio 1919)
- Pavel Pavlovič Lebedev (20 marzo 1923 — 2 febbraio 1924)
- Dmitrij Ivanovič Kurskij (2 dicembre 1919 — 5 gennaio 1921)
- Iosif Vissarionovič Stalin (8 ottobre 1918 — 8 luglio 1919, 18 maggio 1920 — 1 aprile 1922)
- Sergej Ivanovič Gusev (21 giugno 1919 — 4 dicembre 1919, 18 maggio 1921 — 28 agosto 1923)
- Stepan Stepanovič Danilov (28 agosto 1923 — 2 febbraio 1924)
- Nikolaj Pavlovič Brjuchanov (7 febbraio 1923 — 28 agosto 1923)
- Michail Vasil'evič Frunze (24 marzo 1923 — 11 marzo 1924)
- Semën Michajlovič Budënnyj (28 agosto 1923 — 20 giugno 1934)
- Vaclav Antonovič Boguckij (28 agosto 1923 — 2 febbraio 1924)
- Šalva Zurabovič Ėliava (28 agosto 1923 — 21 novembre 1925)
- Aleksandr Fëdorovič Mjasnikov (28 agosto 1923 — 23 marzo 1925)
- Inagadžan Chidyr-Aliev (28 agosto 1923 — 21 novembre 1925)
- Gejdar Sadyk ogly Vezirov (28 agosto 1923 — 2 febbraio 1924)
- Iosif Stanislavovič Unšlicht (28 agosto 1923 — 6 novembre 1925)
- Grigorij Konstantinovič Ordžonikidze (2 febbraio 1924 — 26 febbraio 1927)
- Sergej Sergeevič Kamenev (28 aprile 1924 — 20 maggio 1927)
- Kliment Efremovič Vorošilov (2 febbraio 1924 — 6 novembre 1925)
- Andrej Sergeevič Bubnov (2 febbraio 1924 — 1 ottobre 1929)
- Michail Michajlovič Laševič (2 febbraio 1924 — 6 novembre 1925)
- Ali-Gejdar Karaev (2 febbraio 1924 — 21 novembre 1925)
- Aleksandr Il'ič Egorov (10 maggio 1924 — 20 giugno 1934)
- Vladimir Petrovič Zatonskij (10 maggio 1924 — 21 novembre 1925)
- Aleksandr Nikolaevič Asatkin (10 maggio 1924 — 3 dicembre 1924)
- Vjačeslav Ivanovič Zof (2 dicembre 1924 — 20 agosto 1926)
- Konstantin Stepanovič Eremeev (2 dicembre 1924 — 21 novembre 1925)
- Iosif Aleksandrovič Adamovič (3 dicembre 1924 — 21 novembre 1925)
- Michail Nikolaevič Tuchačevskij (7 febbraio 1925 — 11 giugno 1931)
- Pëtr Ionovič Baranov (21 marzo 1925 — 28 giugno 1931)
- Sergej Luk'janovič Lukašin (26 maggio 1925 — 21 novembre 1925)
- Romual'd Adamovič Muklevič (20 agosto 1926 — 31 dicembre 1933)
- Aleksandr Michajlovič Postnikov (3 maggio 1927 — 1 agosto 1930)
- Jan Borisovič Gamarnik (11 ottobre 1929 — 2 giugno 1930)
- Iona Ėmmanuilovič Jakir (3 giugno 1930 — 20 luglio 1934)
- Ieronim Petrovič Uborevič (11 giugno 1931 — 20 giugno 1934)
- Vladimir Mitrofanovič Orlov (20 giugno 1931 — 20 giugno 1934)
- Jakov Ivanovič Alksnis-Astrov (20 giugno 1931 — 20 giugno 1934)
- Robert Petrovič Ėjdeman (26 febbraio 1932 — 20 giugno 1934)
- Innokentij Andreevič Chalepskij (26 febbraio 1932 — 20 giugno 1934)